# Алберто Фортис
Алберто Фортис (на италиански: Alberto Fortis) е италиански натуралист и фолклорист.
Роден е като Джовани Батиста Фортис на 10 ноември 1741 година в Падуа, Венецианската република. По-късно приема монашеското име Алберто.
Пише няколко книги в областта на естесвената история и преподава в Падуанския университет. Най-известен е с „Viaggio in Dalmazia“, описваща пътуванията му в Далмация. Тя включва наблюдения на фолклора на морлаците, включително станалата известна поема „Хасанагиница“.
Алберто Фортис умира на 21 октомври 1803 година в Болоня.